# Сучешть
Сучешть, Сучешті (рум. Sucești) — село у повіті Алба в Румунії. Входить до складу комуни Гирда-де-Сус.
Село розташоване на відстані 340 км на північний захід від Бухареста, 72 км на північний захід від Алба-Юлії, 72 км на південний захід від Клуж-Напоки, 142 км на північний схід від Тімішоари.

## Населення
За даними перепису населення 2002 року у селі проживали 67 осіб, усі — румуни. Усі жителі села рідною мовою назвали румунську.